# Masters de Indian Wells 1975
El 1975 American Airlines Tennis Games fue la 2.ª edición del Abierto de Indian Wells, un torneo del circuito ATP. Se llevó a cabo en las canchas duras de Tucson, en Arizona (Estados Unidos), entre el 31 de marzo y el 6 de abril de ese año.

## Ganadores

### Individual masculino
John Alexander venció a  Ilie Năstase, 7–5, 6–2

### Dobles masculino
Raúl Ramírez /  William Brown vencieron a  Raymond Moore /  Dennis Ralston, 2-6, 7-6, 6-4